# 金容琳
金容琳（1940年3月3日—），韓國女演員。演員金志映為其媳婦。

## 演出作品

### 電視劇
- 1987年：MBC《愛情與野望》飾演 泰俊的母親
- 1994年：KBS《女巫》
- 1996年：KBS《媳婦三國志》
- 1998年：MBC《愛情》
- 1998年：MBC《羞澀的愛》
- 1999年：MBC《親愛的你》
- 1999年：MBC《帝王之路》飾演 仁元王后
- 1999年：SBS《青春陷阱》
- 2000年：MBC《歐巴桑》
- 2000年：KBS《約定》
- 2001年：KBS《明成皇后》飾演 神貞王后趙氏
- 2002年：MBC《人魚小姐》飾演 琴新羅
- 2003年：KBS《妻子》
- 2003年：SBS《正在戀愛中》
- 2003年：SBS《興夫家葫蘆開了》
- 2004年：MBC《花王仙女》飾演 周幸子女士
- 2005年：SBS《三葉草》
- 2005年：MBC《赤腳青春》
- 2005年：SBS《我的女孩》飾演 張女士
- 2006年：SBS《突然有一天》
- 2007年：MBC《壞女人好女人》飾演 健宇的奶奶
- 2007年：KBS《你的風景》
- 2008年：SBS《幸福百分百》飾演 外婆
- 2009年：KBS《即使恨也要再愛一次》飾演 黃寶善
- 2009年：SBS《兩個妻子》
- 2009年：SBS《Style》
- 2009年：SBS《不要猶豫》
- 2010年：SBS《人生多美麗》飾演 媽媽
- 2011年：KBS《烏鵲橋兄弟》飾演 沈甲年
- 2013年：KBS《最佳李純信》飾演 沈幕禮
- 2013年：SBS《結婚三次的女人》飾演 崔女士
- 2014年：MBC《來了！張寶利》飾演 金守美
- 2014年：MBC《全都是泡菜》飾演 才漢母（客串）
- 2014年：SBS《美女的誕生》飾演 朴滿德
- 2015年：KBS《今天開始我愛你》飾演 金順任
- 2015年：MBC《我的女兒，琴四月》
- 2015年：SBS《村莊：阿雉阿拉的秘密》飾演 玉女士
- 2015年：KBS《我們家蜜罈子》飾演 金乙年
- 2016年：MBC《爸爸，我來伺候你》飾演 吳慧敏
- 2018年：tvN《阿爾罕布拉宮的回憶》飾演 吳英心
- 2022年：MBC《還有明天》飾演 柳福熙
- 2022年：KBS《三姐弟要勇敢》飾演 尹甲芬
- 2024年：MBC《勇敢無雙龍水晶》飾演 黃再臨
- 2025年：Netflix《苦盡柑來遇見你》飾演 朴牧川

### 電影
- 1994年：《太白山脈》
- 1994年：《對你，我將奉獻全部》
- 1995年：《炎熱的午後》
- 1995年：《媽媽有了新男友》
- 1995年：《拿錢快跑》
- 1996年：《Kill The Love》
- 1997年：《地上滿歌》
- 1997年：《三人組》
- 2000年：《身魂旅行》
- 2001年：《GodIs Great, I'mNot》
- 2004年：《When ITurned Nine》
- 2007年：《Dimmer》
- 2020年：《政客誠實中》飾演 婆婆
- 2020年：《铁雨2：首脑峰会》饰演 国务总理
- 2022年：《正直的候选人2》饰演 婆婆

## 獲獎
- 1985年：MBC演藝大賞大賞
- 1999年：MBC演藝大賞特別獎
- 2003年：KBS演藝大賞單幕特輯人氣獎
- 2007年：韓國人氣演藝大賞廣播獎

## 外部連結
- NAVER （页面存档备份，存于）